# Josep Maria Andreu
Josep Maria Andreu, né à Barcelone le 27 novembre 1920 et mort dans la même ville le 21 mars 2014 ,, est un poète espagnol, auteur de textes pour des mélodies, chantre du courant de la Nova Cançó, mouvement artistique qui promeut l'usage du catalan dans le monde de la chanson.

## Biographie
Ses collections poétiques ont remporté le prix Carles Riba en 1959. En 2006 il reçoit la Creu de Sant Jordi, distinction décernée par la Generalitat de Catalogne.

## Œuvres
- Per entrar en el regne (1957)
- Intento el poema (1960)
- Poemes i cançons (1957-1992) (1993)